# Glenn Hagan
Glenn Kassabin Hagan (Sanford, Florida; 25 de junio de 1955) es un exjugador de baloncesto estadounidense que disputó 3 temporadas en la CBA y una más en la NBA. Con 1,83 metros de estatura, jugaba en la posición de base.

## Trayectoria deportiva

### Universidad
Jugó durante tres temporadas con los Bonnies de la Universidad de San Buenaventura, en las que promedió 13,4 puntos y 3,4 rebotes por partido. Fue una de las piezas clave del equipo en la consecución del NIT en 1977. Acabó su carrera con 486 asistencias, hoy en día la tercera mejor marca de la historia de la universidad.

#### Estadísticas
| Temporada | Equipo                  | Conf. | Partidos | TC  | TCA  | %TC  | TL  | TLA | %TL  | REB | PTS  |
| 1974-75   | St. Bonaventure Bonnies | Ind.  | 20       | 3.5 | 8.0  | .434 | 1.8 | 2.4 | .766 | 2.3 | 8.7  |
| 1975-76   | St. Bonaventure Bonnies | Ind.  | 27       | 5.6 | 11.8 | .478 | 2.5 | 3.9 | .654 | 4.0 | 13.8 |
| 1976-77   | St. Bonaventure Bonnies | Ind.  | 29       | 5.7 | 11.5 | .492 | 2.4 | 3.4 | .710 | 3.1 | 13.8 |
| 1977-78   | St. Bonaventure Bonnies | Ind.  | 28       | 6.4 | 13.5 | .476 | 3.3 | 4.0 | .820 | 3.8 | 16.1 |
| Total     |                         |       | 104      | 5.4 | 11.4 | .476 | 2.6 | 3.5 | .735 | 3.4 | 13.4 |

### Profesional
Fue elegido en la cuadragésimo tercera posición del Draft de la NBA de 1978 por Philadelphia 76ers, pero fue despedido antes del comienzo de la competición,  fichando entonces por los Rochester Zeniths de la CBA, donde ganó los campeonatos en 1979 y 1971.
En 1981, tras probar primero en Boston Celtics, fichó por los Detroit Pistons de la NBA. Pero únicamente disputó 4 partidos antes de ser despedido, promediando 1,8 puntos y 2,0 asistencias.
Con motivo del 50 aniversario de la CBA, fue incluido en el mejor equipo de todos los tiempos de la competición.

## Estadísticas de su carrera en la NBA

### Temporada regular
| Temporada | Edad | Equipo          | Liga | P | TIT | MIN | TC  | TCA | %TC  | 3P  | 3PA | %3P | TL  | TLA | %TL   | R.OF. | R.DEF. | REB | ASIS | ROB | TAP | PER | FP  | PTS |
| 1981-82   | 26   | Detroit Pistons | NBA  | 4 | 0   | 6.3 | 0.8 | 1.8 | .429 | 0.0 | 0.0 |     | 0.3 | 0.3 | 1.000 | 0.5   | 0.5    | 1.0 | 2.0  | 0.8 | 0.0 | 0.3 | 1.8 | 1.8 |
| Total     |      |                 | NBA  | 4 | 0   | 6.3 | 0.8 | 1.8 | .429 | 0.0 | 0.0 |     | 0.3 | 0.3 | 1.000 | 0.5   | 0.5    | 1.0 | 2.0  | 0.8 | 0.0 | 0.3 | 1.8 | 1.8 |